# Joan Maragall

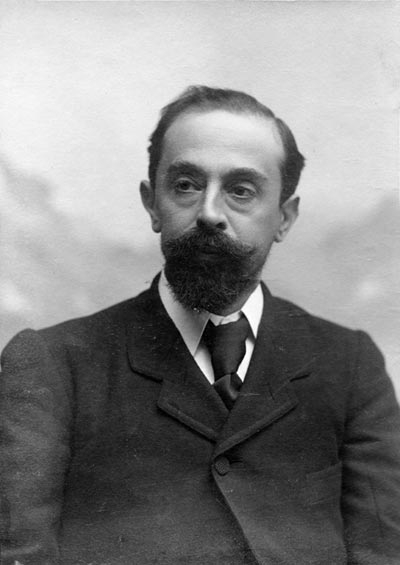
Joan Maragall 1903.

Joan Maragall i Gorina, född 10 oktober 1860 i Barcelona, död där 20 december 1911, var en spansk (katalansk) skald.
Maragall bedrev juridiska studier vid Barcelonas universitet, men övergick snart till journalistiken. Samtidigt med sitt medarbetarskap i "Diario de Barcelona" studerade han Goethe och översatte till katalanska dennes elegier (1890), Iphigenie (1898), delvis Faust under titel La Margueridita samt en samling Pensaments och annat av Goethe. Till katalanska överflyttade Maragall även Novalis Heinrich von Ofterdingen. Sysslandet med Goethes diktning inverkade starkt på Maragalls egen poesi, varav den första publikationen, Poesies, inte utkom förrän 1895. Sedan följde Visiones y cants (1900), Les disperses (1904), Enllá (1906) och Seqüencies. Maragall var en framstående representant för den katalanska ungdomsrörelsen, vars främsta språkrör var tidskriften "L'Avenc", på samma gång som han, efter Verdaguers död, var den främste skalden på katalanskt språk.